# Pays de Normandie
Pays de Normandie est un magazine trimestre régional de la presse écrite française consacré au patrimoine de la Normandie.
Lancé en 1996 avec l'appui du groupe auvergnat Freeway, propriétaire de plusieurs magazines de territoire comme Pays de Bretagne, le titre est revendu à l'été 1999 à Normedia, basé à Lille. Il diffuse alors en moyenne à 14 ou 15 000 exemplaires.
Les articles sont rédigés à Rouen, le prépresse et la photogravure à Lille, l'impression en Italie près de Milan. La distribution est assurée par les Messageries lyonnaises de presse (MLP).
La société est placée en liquidation judiciaire le 9 juillet 2012 par Selas-Soinne.